# KV13
KV13, acrònim de l'anglès King's Valley, és una tomba egípcia de l'anomenada Vall dels Reis, situada a la riba oest del riu Nil, a l'altura de la moderna ciutat de Luxor. Fou una tomba construïda i decorada pel noble Iarsu de la dinastia XIX.